# (38616) 2000 AS145
2000 AS145 (asteroide 38616) é um asteroide da cintura principal. Possui uma excentricidade de 0.08647070 e uma inclinação de 6.47500º.
Este asteroide foi descoberto no dia 7 de janeiro de 2000 por LINEAR em Socorro.